# Падапатха
Падапатха (санскр. पदपाठ padapāṭha «дословный текст») — способ пословного чтения ведийских текстов, при котором растворяются сандхи (соединения) между словами и каждое слово читается отдельно.
Отдельные слова, при непрерывном чтении (самхита-патха) сливающиеся между собой и претерпевающие в начале и конце фонетические изменения, приводятся в их первичном, неизменённом виде, какой они имеют в независимом положении, вне связи с другими словами. Произвести такое выделение отдельных слов, благодаря сложности и запутанности действующих при этом фонетических законов (так наз. правила внешнего сандхи), было нелёгким. Инициатива его приписывается индусами древнему грамматику Гаргья. Работа Гаргьи оказалась очень плодотворной для развития традиционной индийской грамматики и филологии: ведийские тексты стали доступнее для понимания, были определены фонетические законы и морфологический строй санскрита, что значительно облегчило преемникам Гаргьи и его современникам задачу построения научной грамматики санскрита.